# ایلیمان ندای
ایلیمان ندای (انگلیسی: Iliman Ndiaye؛ زادهٔ ۶ مارس ۲۰۰۰) بازیکن فوتبال  اهل فرانسه است که به عنوان هافبک تهاجمی برای تیم مارسی در لیگ 1 بازی می‌کند.